# Општина Никшени (Ботошани)
Никшени (рум. Nicşeni) општина је у Румунији у округу Ботошани.
Oпштина се налази на надморској висини од 210 m.